# Нападение на школу № 2 в Столбцах
Нападение на среднюю школу № 2 города Столбцы — двойное убийство, совершённое в средней школе № 2 города Столбцы (Минская область, Беларусь) в понедельник 11 февраля 2019 года, когда 15-летний ученик 10 класса Вадим Милошевский зарезал преподавателя и ученика общеобразовательного учреждения, а также ранил ещё двоих учащихся, после чего скрылся с места преступления, но спустя два часа был задержан сотрудниками милиции.

## Обстоятельства нападения
Утром в понедельник 11 февраля 2019 года около 7:50 15-летний ученик 10 «Б» класса средней общеобразовательной школы № 2 города Столбцы, Вадим Милошевский пришёл на первый урок истории, который должна была проводить 50-летняя преподаватель истории и обществоведения Марина Пархимович. Преступник зашёл в кабинет номер 301 на третьем этаже, и поставив рюкзак на свое место, покинул классную комнату. Около 8:04 он вернулся в класс и внезапно нанес преподавательнице ножевые ранения в грудь и шею, от которых она скончалась на месте. Нападавшего попытались остановить два одноклассника, Владислав Цвирко и Руслан Шутько 15 и 16 лет, они бросились на преступника, пытаясь отобрать у него оружие, в ходе потасовки нападавший также сумел нанести обоим школьникам ножевые ранения.
После чего Милошевский направился в кабинет номер 309, где проходил урок у 11 «А» класса, ворвавшись в помещение, он нанёс несколько ударов ножом в шею 17-летнему ученику Александру Романову, от которых тот позже скончался. Первые звонки в экстренные службы поступили в 8:05 утра по местному времени. Первый наряд милиции прибыл к зданию учебного заведения уже в 8:07 утра. Первая машина скорой помощи прибыла на место несколькими минутами позже.
Тем временем в здании учебного заведения началась паника. Некоторые ученики вместе с учителями забаррикадировались или заперлись на ключ в классах. Милошевский недолгое время ходил с ножом по коридору третьего этажа школы и, по словам очевидцев, попытался проникнуть в ещё несколько кабинетов, но безрезультатно. Затем нападавший спустился на первый этаж, где попытался покинуть здание через чёрный ход, однако тот оказался заперт, тогда преступник сумел открыть одно из окон и сбежать через него с места совершения преступления.
Здание учебного заведения было оцеплено прибывшими сотрудниками милиции, стала проводиться экстренная эвакуация учащихся и персонала школы. Сразу же после установления личности подозреваемого в городе Столбцы и шести районах Минской области был введён оперативный план перехват «Сирена», в ходе которого в 10:10 утра по местному времени подозреваемый в совершении нападения на школу был задержан сотрудниками уголовного розыска Столбцовского ГУВД при поддержке наряда ОМОНа у подъезда жилого дома на улице Свердлова в Столбцах, всего в нескольких кварталах от места преступления. Сопротивления при задержании он не оказал. При преступнике был обнаружен нож, с помощью которого было совершено нападение.

## Погибшие и пострадавшие
В результате нападения, от полученных ран скончались преподаватель истории и обществоведения Марина Михайловна Пархимович 1968 года рождения, и ученик 11 «А» класса Александр Романов 2001 года рождения. Ранения получили учащиеся 10 «Б» класса Владислав Цвирко 2003 года рождения и Руслан Шутько 2003 года рождения. Они были срочно доставлены в больницу в тяжелом состоянии. После проведенной операции подростки находились в реанимации, однако уже 13 февраля были переведены на общий режим, а их состояние врачи оценили как удовлетворительное. Через несколько дней подростки были выписаны из больницы.
11 марта 2019 года министр внутренних дел Республики Беларусь Игорь Шуневич наградил пострадавших школьников нагрудными знаками «За содействие».

## Нападавший
Нападавшим оказался Милошевский Вадим Витальевич 26 июня 2003 года рождения. Житель Столбцов и с 2018 года ученик 10 «Б» класса «ГУО Средняя школа № 2 г. Столбцы». Преступник проживал в частном доме на улице Гагарина с родителями и младшей сестрой. Семья была благополучной, отец работал водителем, мать техничкой. Всего за год до совершения преступления семья перебралась в Столбцы из агрогородка Деревная (Минской области). Вадим хорошо учился, соседями, учителями и одноклассниками характеризовался как «тихий и неконфликтный», на учете в правоохранительных органах не состоял. Перед совершением преступления удалил свою страницу в социальной сети «ВКонтакте».

## Расследование и суд
Психиатрическая экспертиза признала Вадима Милошевского вменяемым. 29 марта 2019 года ему были предъявлены обвинения по двум статьям уголовного кодекса Республики Беларусь, а именно, убийство двух лиц с особой жестокостью из хулиганских побуждений (ч. 2 ст. 139 Уголовного кодекса Республики Беларусь); покушение на убийство двух лиц с особой жестокостью из хулиганских побуждений (ч. 1 ст. 14 ч. 2 ст. 139 Уголовного кодекса Республики Беларусь). Обвиняемый частично признал свою вину, ему была избрана мера пресечения в виде заключения под стражу. 5 июля 2019 года в пресс-службе ведомства сообщили, что Следственный комитет Беларуси завершил расследование уголовного дела. 8 июля дело поступило в суд.
19 августа 2019 года в Минском областном суде начался закрытый процесс над Вадимом Милошевским. 11 сентября 2019 года 16-летний Вадим Милошевский был признан виновным в совершении убийства двух лиц из хулиганских побуждений и покушении на убийство еще двух человек повлекшим за собой нанесение телесных повреждений и приговорен к 13 годам лишения свободы. Обвиняемый выслушал приговор спокойно. Государственный обвинитель Егор Ситник сказал журналистам, что суд назначил максимально возможное наказание. 20 декабря 2019 года Верховный суд Республики Беларусь оставил приговор в силе.